# Schalie (gesteente)

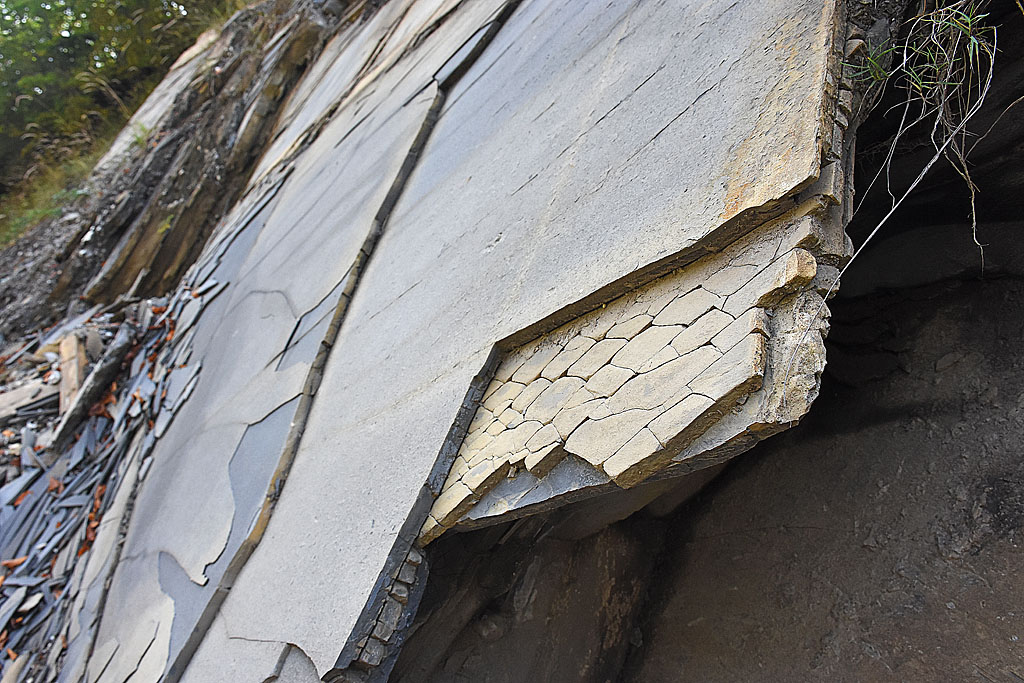
Schalie in Potokgraben, Karawanken, Oostenrijk

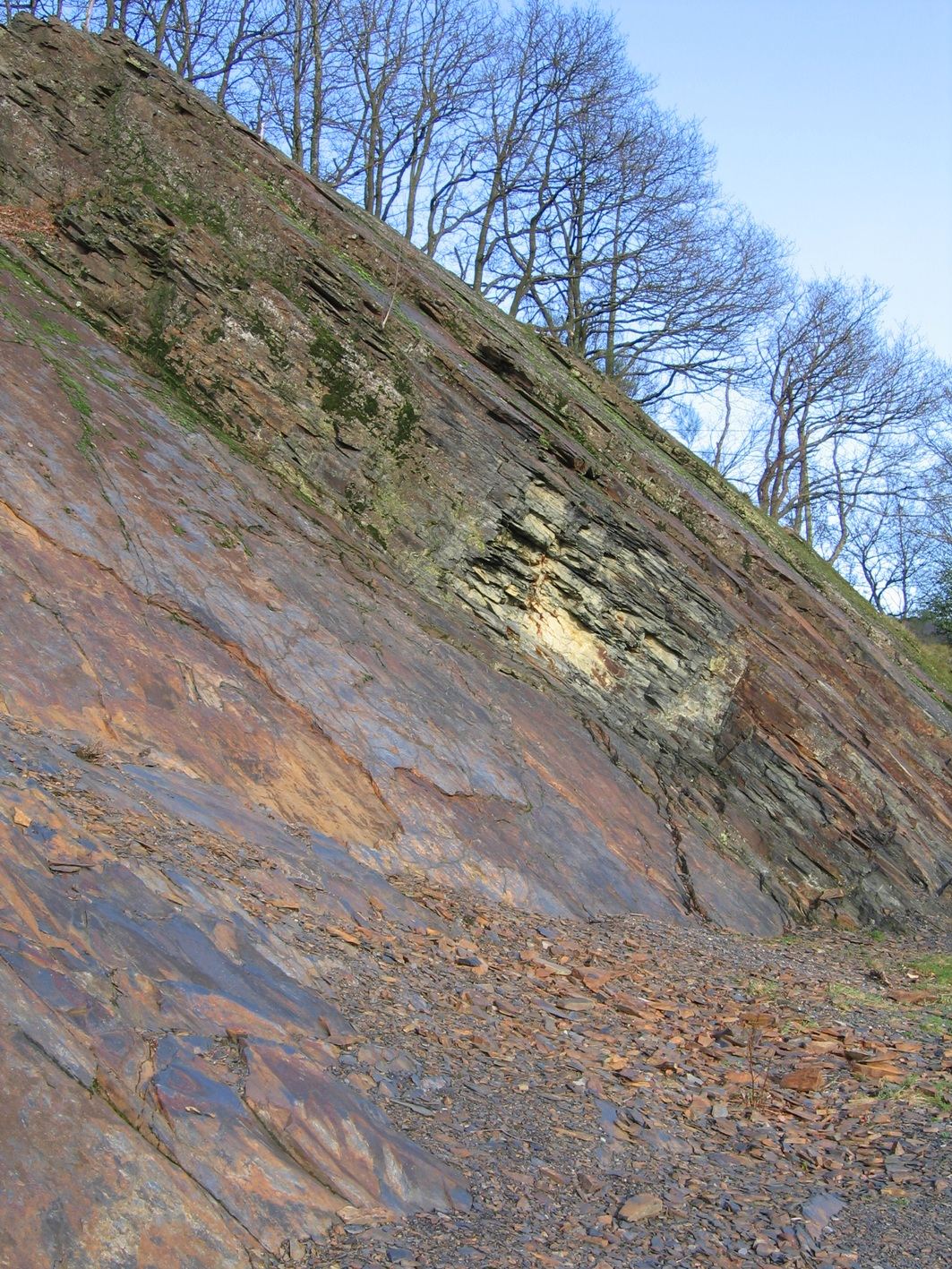
Ontsluiting van schalie in Monthermé

Schalie is een sedimentair gesteente dat bestaat uit geharde, geconsolideerde klei. In tegenstelling tot kleisteen heeft schalie een duidelijke splijting. Schalie wordt vaak verward met leisteen, maar in tegenstelling tot leisteen bestaat schalie grotendeels uit kleimineralen.

## Kenmerken
Schalie wordt gevormd op het moment dat klei gecompacteerd wordt en onder invloed van druk overgaat van een ongeconsolideerd materiaal in een consistent gesteente. Door de structuur van de kleimineralen ontstaat een "platig" karakter. Leisteen heeft vergelijkbare eigenschappen, met name de duidelijke splijting. In leisteen wordt de splijting echter veroorzaakt door een foliatie van mica's, het is geen sedimentair maar een metamorf gesteente.
Schalie bevat vaak veel fossielen. Schalie komt in Nederland aan het oppervlak voor in Twente en op sommige plekken in Zuid-Limburg. In België is het een vrij algemeen voorkomend gesteente en komt het onder andere in de Ardennen voor. 

## Industriële toepassing
Schalie is een materiaal dat aardgas kan opslaan en daarmee in aanmerking komt voor winning van dit gas (schaliegas). Lagen schalie in de aardkorst worden benaderd door horizontaal boren. Echter om voldoende gas vrij te kunnen maken voor een rendabele winning, moet de techniek van fracking toegepast worden. Hierbij worden scheurtjes van enkele millimeters groot geforceerd zodat het gas uit het gesteente kan ontsnappen.
Ook wordt schalie in plaatvorm wel op kleine schaal gebruikt voor dakbedekking.